# Alena Procházková (herečka)
Alena Procházková (* 16. listopadu 1945 Praha) je česká herečka a dabérka.

## Život
Narodila se jako dcera lékaře. Po základní škole chtěla Procházková nastoupit na konzervatoř, ale kvůli otcově nesouhlasu nakonec absolvovala gymnázium. Po otcově vzoru měla původně studovat medicínu, pod vlivem hereckých zkušeností se ale přihlásila na DAMU, kde v roce 1967 absolvovala studium herectví.
Poprvé se před kamerou objevila v roce 1955 v sekvenci Hudba z Marsu. Později hrála různé role školaček a studentek. Ve filmu Okurkový hrdina z roku 1963 si zahrála hlavní roli studentky Slávy.
Během studií na DAMU si zahrála ve filmech Dva tygři či Poslední růže od Casanovy. Po dokončení DAMU dostala angažmá v Divadle na Vinohradech. Hrála zde v různých hrách, jako např. Obchodník s deštěm, Strakonický dudák nebo Rozmarné léto. Během tohoto angažmá se objevovala spíše vedlejších rolích. Nyní (2022) je již v důchodu, ale na scénu Divadla na Vinohradech se příležitostně vrací.
Po nástupu do divadla nehrála příliš ve filmu – objevovala se spíše ve vedlejších rolích. Občas pracovala také pro televizi.
Působí také jako dabérka, již v 60. letech, namluvila Nicole Cruchotovou z Četnické série. V současnosti (2022) dabovala starou dámu v animovaných filmech Madagaskar a Madagaskar 2. V září 2023 získala Cenu Františka Filipovského za celoživotní mistrovství v dabingu.
Je vdaná a má jednu dceru.

## Filmografie

### Film
- 1957 Škola otců
- 1959 Pět z milionu
- 1960 Žalobníci
- 1961 Kolik slov stačí lásce?
- 1962 Vánice
- 1963 Okurkový hrdina
- 1965 Dobrá rada pana Bartoše
- 1965 Hrdina má strach
- 1965 Oliver Twist
- 1966 Dva tygři
- 1966 Poslední růže od Casanovy
- 1966 Slečny přijdou později
- 1967 Jak princezny spaly na hrášku
- 1967 Malé letní blues
- 1967 Pentos a Iola
- 1967 Zlatý kočár
- 1968 Schüsse unterm Galgen
- 1968 Zločin pátera Amara
- 1969 Já, truchlivý Bůh
- 1969 Kalif čápem
- 1969 Paní Bohdana
- 1969 Předměty
- 1969 Přehlídce velím já!
- 1969 Ráj divokých zvířat
- 1969 Smrt počestné paní
- 1970 Drama na lovu
- 1970 Pane, vy jste vdova!
- 1971 Člověk není sám
- 1972 Magnolia (film, 1972)
- 1972 My, ztracený holky
- 1972 Schovávaná na schodech
- 1972 Vlak do stanice Nebe
- 1973 Tři chlapi na cestách
- 1973 Zatykač na královnu
- 1975 Čtyři zlaté prýmky
- 1975 Dívka jako ty
- 1975 Dvojí svět hotelu Pacifik
- 1976 Případ mrtvých spolužáků
- 1976 Skleník
- 1977 Poslední zkouška
- 1977 Šestapadesát neomluvených hodin
- 1977 Vítězný lid
- 1978 Dnes ještě zapadá slunce nad Atlantidou
- 1978 Hrozba
- 1978 Pumpaři od Zlaté podkovy
- 1978 V pozdním dešti
- 1979 Čas pracuje pro vraha
- 1979 Hořká slza radosti
- 1979 Kam nikdo nesmí
- 1979 Paragraf 224
- 1980 Hlas krve
- 1980 Jen si tak trochu písknout
- 1980 Útěky domů
- 1982 Posedlost
- 1982 Žlutý kvítek
- 1983 Oči pro pláč
- 1983 Plamen a dým aneb Tajné lásky a veřejné omyly poštovního úředníka v. v.
- 1983 Putování Jana Amose
- 1984 Angolský deník lékařky
- 1985 Čarodějky z Greenham Common
- 1985 Veronika
- 1986 Mladé víno
- 1986 O rybáři a rybce
- 1987 Agras 01
- 1987 V kleštích
- 1988 Dědeček
- 1988 Někdo musí z kola ven
- 1989 Tobogan
- 1990 Let asfaltového holuba
- 1991 Variácie slávy
- 1992 Komu šplouchá na maják
- 1997 Knoflíkáři
- 2001 Den, kdy nevyšlo slunce
- 2001 Svědek (film, 2001)
- 2002 Miláček (film, 2002)
- 2003 Jak básníci neztrácejí naději
- 2004 Vražda kočky domácí
- 2007 Paní z Izieu
- 2012 Modrý tygr

### Seriály
- 1965 Pohádkový zeměpis
- 1970 Alexandr Dumas starší
- 1970 Lidé na křižovatce
- 1975 Beránci a čert
- 1976 Der Knabe mit den 13 Vätern
- 1977 Žena za pultem
- 1978 Zákony pohybu
- 1980 Arabela
- 1980 Příběhy modrého telefonu
- 1982 Malý pitaval z velkého města
- 1982 Trinásť stránok z pamätníčka
- 1983 Návštěvníci
- 1984 Sanitka
- 1985 Černá země
- 1985 Písečná potvůrka
- 1985 Vladimír Brázda vás zve...
- 1986 Ostrov jistoty
- 1987 Křeček v noční košili
- 1988–1989 Malé dějiny jedné rodiny
- 1995 Život na zámku
- 1999 Hotel Herbich
- 2001 Oběti
- 2003 Nemocnice na kraji města po dvaceti letech
- 2004 3 plus 1 s Miroslavem Donutilem
- 2004 Pojišťovna štěstí
- 2006–2008 Ordinace v růžové zahradě
- 2009 Vyprávěj
- 2010 Ach, ty vraždy!
- 2014 Cirkus Bukowsky
- 2017 Policie Modrava
- 2019 Dáma a Král

## Dabing (výběr)
- 1968 Četník v New Yorku
- 1968 Četník ze Saint Tropez
- 1970 Četník se žení
- 1991 Kdopak to mluví 2
- 1991 Kdopak to mluví
- 1993 My z Kačerova
- 1994 Kdopak to mluví 3
- 1995 Alenka v říši divů
- 2005 Karlík a továrna na čokoládu
- 2005 Madagaskar
- 2008 Madagaskar 2: Útěk do Afriky
- 2021 Jen vraždy v budově